# 乙坂智
乙坂 智（おとさか とも、本名：乙坂・ルーセロ・智・ニコラス〈おとさか・ルーセロ・とも・ニコラス〉、1994年1月6日 - ）は、神奈川県横浜市栄区出身のプロ野球選手（外野手）。右投左打。読売ジャイアンツ所属。
愛称は「ニコ」。

## 経歴

### プロ入り前
アイスホッケー選手だったアメリカ人の父と、日本人の母との間に出生。小学1年時から野球を始めると、横浜市立庄戸中学校（現在は横浜市立上郷中学校）への進学後に中本牧シニアへ所属した。子どもの頃から横浜スタジアムにもよく通うベイスターズファンで、石井琢朗や金城龍彦に憧れていた。
2009年に横浜高校に入学し、硬式野球部で1年生の秋からレギュラーとなる。なお、同期に近藤健介がいた。1番打者だった2年春には打撃不振に陥り、30打席無安打も記録したが、監督の渡辺元智は乙坂の起用を継続。渡辺の助言に従って広角打法を取り入れると復調し、「7番・中堅手」として臨んだ夏の県大会では準々決勝で4安打5打点を挙げるなど、準決勝までに27打数14安打の成績を残した。決勝戦では一二三慎太らを擁する東海大相模に敗れたが、再戦した秋の県大会決勝では5打数3安打4打点の活躍でチームも雪辱を果たした。
3年春の第83回選抜高等学校野球大会で初戦で敗れると、渡辺に指名され近藤に替わり主将に就任。県大会の2戦目の横浜商業戦でヘッドスライディングをした際に中指を突き指し、渡辺からヘッドスライディングを禁止されるも、チームを鼓舞する為に続けるなど、自分のプレーよりもチームの雰囲気などを重視するようになり、春夏連続となる第93回全国高等学校野球選手権大会への出場を果たしている。本大会では3回戦で青山大紀擁する奈良の智弁学園に敗れたが、9打数4安打と勝負強さを発揮した。
2011年のNPBドラフト会議で、横浜ベイスターズから5巡目で指名された。契約金2000万円、年俸480万円（金額は推定）という条件で入団した。背番号は33。

### DeNA時代

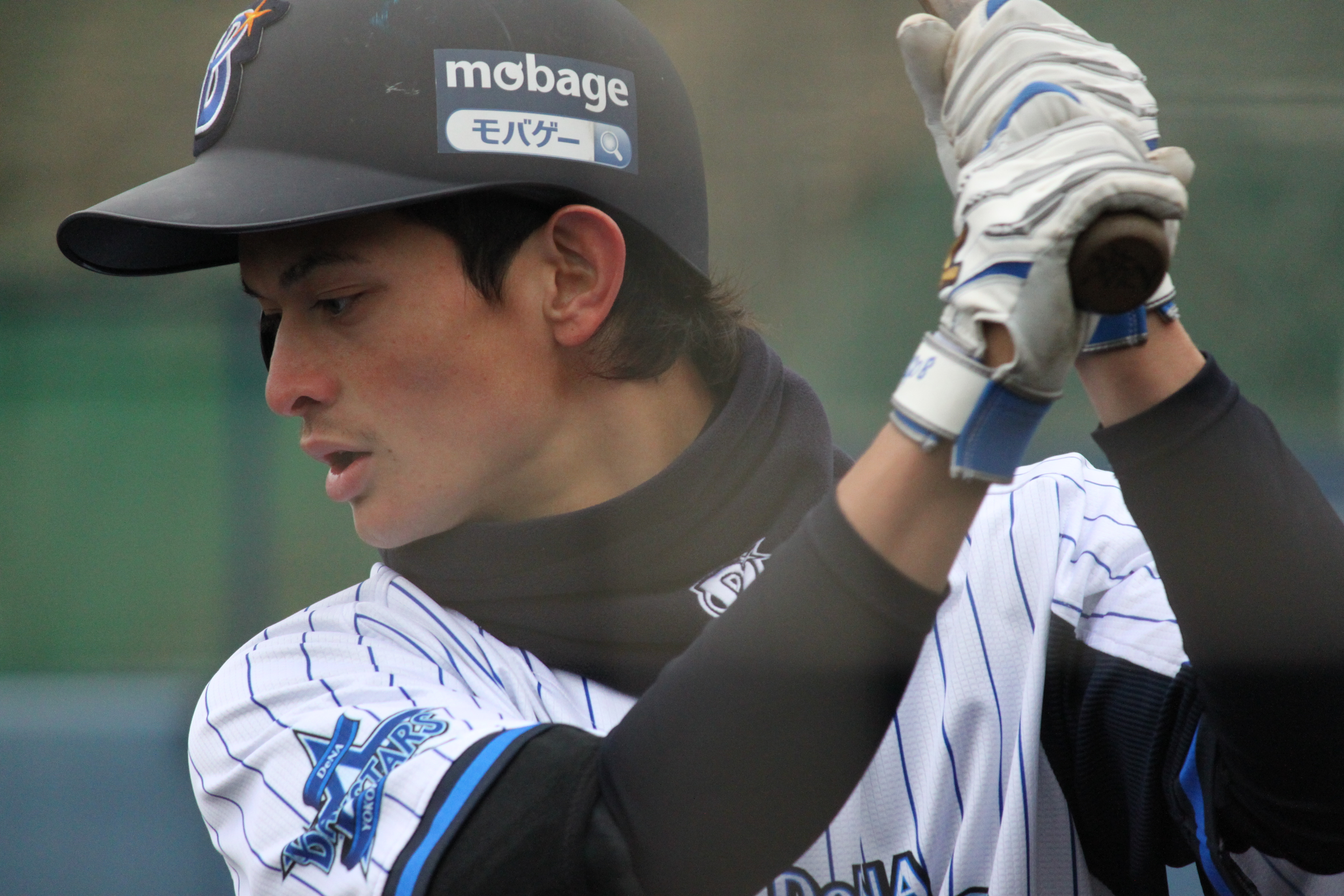
2012年3月4日横浜DeNAベイスターズ総合練習場にて

2012年にはイースタン・リーグ公式戦74試合に出場し、打率.251、13打点、9盗塁。
2013年には6月19日に北海道日本ハムファイターズとのイースタン・リーグ公式戦で、審判への侮辱行為によって退場処分を受け、後日NPBのコミッショナーから厳重注意と罰金5万円の処分を科せられた。この年までは一軍公式戦への出場機会がなかった。
2014年にはイースタン・リーグ公式戦の序盤で4本塁打を記録するほどの好調を買われ、5月26日の対オリックス・バファローズ戦（横浜スタジアム）8回裏に代走で一軍公式戦にデビュー。5月31日の対千葉ロッテマリーンズ戦（QVCマリンフィールド）では、9回表に代打で一軍初打席を迎えると、NPBの一軍公式戦では史上57人目の初打席初本塁打を益田直也から記録した。この本塁打で一軍初打点も記録したが、一軍公式戦への出場は通算6試合にとどまった。
2015年には5月4日に東京ヤクルトスワローズとのイースタン・リーグ公式戦（横須賀スタジアム）で打者として一塁へ走り込んだ際に、ヤクルトの一塁手・松元ユウイチと交錯。そのまま一塁キャンバスに倒れ込むと意識不明となり、急遽病院へ搬送された。その後は大事に至らず、7月20日にシーズン2度目の出場選手登録。8月は中堅手で先発出場する試合が続いたが、荒波翔が起用されるようになった9月以降は代打・代走・守備要員に転じた。一軍公式戦全体では52試合に出場。右翼・中堅・左翼方向へ本塁打を1本ずつ打ち分けた。
2016年には4月5日に一軍に昇格すると、5月後半までは対戦投手の左右によって右打者の桑原将志と併用された。桑原が正中堅手に定着した6月以降は、主に代打で起用。代打では、4月22日の対読売ジャイアンツ戦（東京ドーム）9回表にクローザーの澤村拓一から同点本塁打を打つなど代打打率.345を記録。レギュラーシーズン通算では打率.270を記録した。7月23日に登録を抹消されてからは一軍に復帰できなかったが、ポストシーズン期間中からメキシコで開催された第1回WBSC U-23ワールドカップに日本代表として出場。チームを優勝に導いた。
2017年は初めて開幕一軍入りを果たしたが、5月22日に出場選手登録を抹消。6月16日に再登録されると、8月26日の対ヤクルト戦（神宮）にシーズン初本塁打を代打で記録した。レギュラーシーズン全体では一軍公式戦83試合に出場したが、打率.190、2本塁打と低迷。先発出場の機会はなく、代打成績も57試合で打率.148にとどまった。しかし、チームがレギュラーシーズン3位で迎えたクライマックスシリーズ（CS）では、代打の切り札としてチームの勝利に貢献。阪神とのファーストステージ第2戦（10月15日）で3点本塁打、広島とのファイナルステージ第2戦（10月19日）で2点適時打を打ち、同一シーズンのプレーオフおよびCSにおける代打での最多打点記録（5打点）を樹立した。このような勝負強さを買われて、福岡ソフトバンクホークスとの日本シリーズでは、10月28日の第1戦（福岡ヤフオク!ドーム）で「8番・指名打者」としてスタメンに抜擢。第2戦以降は代打で4試合に出場したが、通算8打数無安打でシリーズを終えた。シリーズ終了直後の11月9日から12月中旬までメキシコのウィンターリーグに単身で参加。ヤキス・デ・オブレゴンの一員として、27試合に出場した。リーグ戦では規定打席を満たさなかったものの、この年のNPB一軍公式戦を上回る115打席に立ち、リーグの首位打者を上回る打率.410、OPS.967、8試合連続安打などの好成績を残した。
2018年も開幕一軍入りを果たし、代打や守備固めなど73試合に出場した。しかし、前年度に課題を残した打撃面の低迷は続き、プロ入り後初の本塁打なしに終わる。シーズン終了後は2年連続でメキシコのウィンターリーグに参戦し、ヤキス・デ・オブレゴンでプレーした。
2019年には、神里和毅や佐野恵太、楠本泰史らとの競争に敗れ開幕一軍入りを逃すも、4月29日に出場選手登録をされるとプレーオフまで一軍に帯同し続けた。外野手の控えとして自己最多の97試合に出場、代打としてはチーム最多の43試合に出場した。得点圏打率は.382を記録し、勝負強い打撃を買われて先発出場する機会も多かった。10月6日の阪神タイガースとのクライマックスシリーズファーストステージ第2戦（横浜）では、1点ビハインドで迎えた9回裏に代打出場し、岩崎優からサヨナラ2ランを打ってチームの勝利に貢献した。セ・リーグのクライマックスシリーズにおいて、サヨナラ本塁打で試合が決着するのは乙坂が史上初の快挙だった。
2020年は、左の代打兼外野の控えとして開幕からシーズン終了まで一軍に帯同し続けた。代打としてはチーム最多の43試合に出場したが、自身の成績自体は打率.208、OPS.557と結果を残せず、前年には好成績を収めた得点圏打率も.154と低調なシーズンとなった。
2021年は、4月25日に出場選手登録され、5月28日に登録抹消されるまでは打率.211（19打数4安打）、0打点で、二軍では28試合に出場し打率.253、2本塁打、10打点。左足に死球を受けた6月12日西武戦（横須賀スタジアム）以降は出場がなかった。新型コロナウイルスの影響を考慮し、球団が不要不急の外出及び外食を禁止していたが、7月2日にNEWSポストセブンで、6月下旬の土曜深夜に渋谷のクラブに出入りしていたと報じられ、球団から厳重注意と自宅謹慎処分を受けた。同月18日より二軍で練習を再開し、25日の日本ハム戦で実戦復帰したが、一軍再昇格はなかった。10月5日に球団から戦力外通告を受け、12月2日に自由契約公示された。12球団合同トライアウトには参加しなかった。

### メキシカンリーグ時代
2022年1月31日、リーガ・メヒカーナ・デ・ベイスボル（メキシカンリーグ、LMB）のメキシコシティ・レッドデビルズへの入団が発表されたが、開幕直前にロースターを外れ、4月28日に自由契約となり、4月29日にレオン・ブラボーズと契約した。6月12日までに38試合の出場で打率.361、1本塁打、10打点、リーグ4位の14盗塁を記録した。同13日に、ホセ・バルガスとロナルド・ペーニャとの交換トレードで、サルティーヨ・サラペメーカーズに移籍した。その後はシーズン終了までプレーし、サルティーヨでは40試合の出場で打率.374、2本塁打、15打点、12盗塁を記録した。6月16日に行われたウィンターリーグのリーガ・メヒカーナ・デル・パシフィコ（LMP）の外国人ドラフトで、アギラス・デ・メヒカリに指名を受けていたが、冬はメキシコではプレーせずにベネズエラに渡り、リーガ・ベネソラーナ・デ・ベイスボル・プロフェシオナル（LVBP）のブラボス・デ・マルガリータに所属。56試合に出場し、打率.333（192打数64安打）、15盗塁の成績でリーグ盗塁王となった。

### 米独立リーグ時代
2023年1月21日、アメリカの独立リーグであるアトランティックリーグのヨーク・レボリューションに入団することが発表された。4月末のリーグ開幕から一足遅れて5月9日の対ロングアイランド・ダックス戦から出場。開幕1週間、6試合に出場して本塁打は出なかったものの、打率.480、OPS1.159、7打点というスタートダッシュを切った。その後も一時は不調に陥ったものの後半戦に向けて調子を上げ、最終的には111試合に出場して打率.330（リーグ4位）、2本塁打、48打点、42盗塁（リーグ2位）という好成績を残し、また外野手部門のゴールドグラブ賞を受賞した。シーズン終了後はベネズエラウィンターリーグ（LVBP）のブラボス・デ・マルガリータに2年連続で所属。52試合に出場し、打率.327（196打数64安打）、15打点、17盗塁の成績で2年連続で盗塁王となった。

### メキシカンリーグ時代（第2期）
2023年11月21日にメキシカンリーグのユカタン・ライオンズと契約することが発表された。
2024年は65試合に出場し、打率.295、0本塁打、20打点、12盗塁を記録した。

### 米独立リーグ時代（第2期）
2025年2月25日に2シーズンぶりとなるヨーク・レボリューションと契約した。同チームでは好調を維持し、9試合に出場して打率.405（37打数15安打）、1本塁打、8打点、4盗塁の成績を記録した。

### マリナーズ傘下時代
2025年5月9日にシアトル・マリナーズとマイナー契約を結んだことが発表された。13日、AAA級のタコマ・レイニアーズに配属された。
6月28日に自由契約となる。9試合に出場し、打率.261（23打数6安打）、0本塁打、2打点、OPS.522の成績だった。

### 巨人時代
2025年7月11日に読売ジャイアンツの入団テストを受け、翌12日に入団が発表された。背番号は54。7月29日に一軍登録された。

## 選手としての特徴

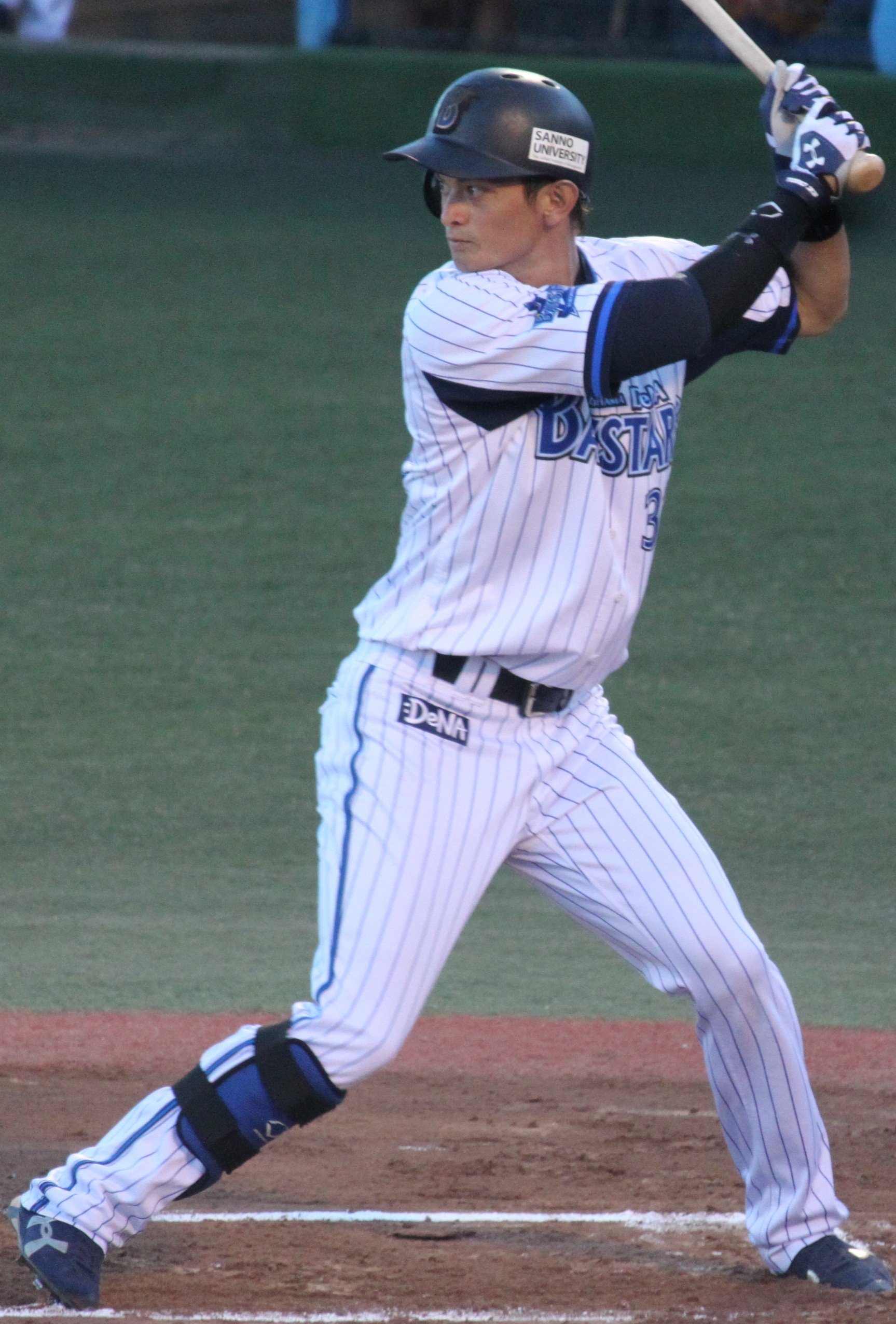
バッティングフォーム 2014年8月17日 横須賀スタジアムにて

50メートル走5秒9の俊足など身体能力が高く、広角打法が評価されている。

## 人物
「乙坂」という苗字は、日本国内で169件しか確認されないほど珍しいとされているが、DeNAへの入団当時の球団職員（管理栄養士・調理師）に同姓の人物がいた。そのため、合宿所の施設見学で初めて対面した際に名刺を渡された際には、お互いにテンションが上がったという。
2017年のメキシコ・ウインターリーグ参加については、乙坂自身が受け入れ先を探したうえで、球団へ直訴した末に実65試合に出場し、打率.295/出塁率.409/長打率.350、本塁打なし、20打点、12盗塁を記録した。派遣先のヤキス・デ・オブレゴンでは、MLBやオリックス・バファローズの内野手だったランドール・サイモン打撃コーチ（リーグ戦の途中で退団）へ自ら指導を依頼。チームはリーグ戦を最下位で終えたものの、乙坂は最初にスタメンへ起用された試合で3安打を打ったことを機に、MLBやNPBでのプレーを経験したリーグ関係者の目を見張るほどの活躍を見せた。乙坂自身はメキシコの公用語であるスペイン語がほとんど話せず、日本シリーズへ出場した関係でリーグ戦の途中から単身で参加したため、チームへ早く馴染むつもりで合流直後から鉢巻姿を披露。その姿がチームの同僚やファンに歓迎されたばかりか、リーグ戦の途中から鉢巻が乙坂の公式グッズとして発売されるほどの人気を博した。

## 詳細情報

### 年度別打撃成績
| 年 度     | 球 団     | 試 合 | 打 席 | 打 数 | 得 点 | 安 打 | 二 塁 打 | 三 塁 打 | 本 塁 打 | 塁 打 | 打 点 | 盗 塁 | 盗 塁 死 | 犠 打 | 犠 飛 | 四 球 | 敬 遠 | 死 球 | 三 振 | 併 殺 打 | 打 率 | 出 塁 率 | 長 打 率 | O P S |
| --------- | --------- | ----- | ----- | ----- | ----- | ----- | -------- | -------- | -------- | ----- | ----- | ----- | -------- | ----- | ----- | ----- | ----- | ----- | ----- | -------- | ----- | -------- | -------- | ----- |
| 2014      | DeNA      | 6     | 2     | 2     | 2     | 1     | 0        | 0        | 1        | 4     | 1     | 0     | 0        | 0     | 0     | 0     | 0     | 0     | 0     | 0        | .500  | .500     | 2.000    | 2.500 |
| 2015      | DeNA      | 52    | 138   | 124   | 11    | 28    | 1        | 2        | 3        | 42    | 10    | 2     | 3        | 4     | 1     | 9     | 0     | 0     | 25    | 0        | .226  | .276     | .339     | .615  |
| 2016      | DeNA      | 55    | 124   | 115   | 12    | 31    | 9        | 0        | 1        | 43    | 8     | 3     | 0        | 1     | 0     | 7     | 0     | 1     | 28    | 2        | .270  | .317     | .374     | .691  |
| 2017      | DeNA      | 83    | 66    | 63    | 7     | 12    | 3        | 0        | 2        | 21    | 3     | 0     | 0        | 1     | 0     | 1     | 0     | 1     | 13    | 0        | .190  | .215     | .333     | .549  |
| 2018      | DeNA      | 73    | 109   | 93    | 16    | 19    | 2        | 0        | 0        | 21    | 7     | 3     | 3        | 2     | 2     | 12    | 1     | 0     | 22    | 0        | .204  | .290     | .226     | .516  |
| 2019      | DeNA      | 97    | 179   | 159   | 19    | 39    | 8        | 2        | 2        | 57    | 17    | 6     | 3        | 3     | 1     | 14    | 2     | 2     | 33    | 3        | .245  | .313     | .358     | .671  |
| 2020      | DeNA      | 85    | 115   | 101   | 17    | 21    | 3        | 0        | 1        | 27    | 7     | 5     | 0        | 1     | 1     | 12    | 0     | 0     | 28    | 2        | .208  | .289     | .267     | .557  |
| 2021      | DeNA      | 17    | 20    | 19    | 5     | 4     | 1        | 0        | 0        | 5     | 0     | 0     | 0        | 0     | 0     | 1     | 0     | 0     | 6     | 0        | .211  | .250     | .263     | .513  |
| 通算：8年 | 通算：8年 | 468   | 753   | 676   | 89    | 155   | 27       | 4        | 10       | 220   | 53    | 19    | 9        | 12    | 5     | 56    | 3     | 4     | 155   | 7        | .229  | .290     | .325     | .616  |

- 2021年度シーズン終了時

### 年度別守備成績
| 年 度 | 球 団 | 外野  | 外野  | 外野  | 外野  | 外野  | 外野     |
| 年 度 | 球 団 | 試 合 | 刺 殺 | 補 殺 | 失 策 | 併 殺 | 守 備 率 |
| ----- | ----- | ----- | ----- | ----- | ----- | ----- | -------- |
| 2014  | DeNA  | 1     | 1     | 0     | 0     | 0     | 1.000    |
| 2015  | DeNA  | 40    | 53    | 4     | 0     | 0     | 1.000    |
| 2016  | DeNA  | 34    | 53    | 2     | 1     | 1     | .982     |
| 2017  | DeNA  | 31    | 12    | 0     | 0     | 0     | 1.000    |
| 2018  | DeNA  | 45    | 37    | 0     | 0     | 0     | 1.000    |
| 2019  | DeNA  | 69    | 57    | 1     | 1     | 0     | .983     |
| 2020  | DeNA  | 49    | 31    | 1     | 0     | 0     | 1.000    |
| 2021  | DeNA  | 9     | 3     | 0     | 1     | 0     | .750     |
| 通算  | 通算  | 278   | 247   | 8     | 3     | 1     | .988     |

- 2021年度シーズン終了時

### 記録
初記録
- 初出場：2014年5月26日、対オリックス・バファローズ2回戦（横浜スタジアム）、8回裏にトニ・ブランコに代わり代走で出場
- 初打席・初安打・初本塁打・初打点：2014年5月31日、対千葉ロッテマリーンズ1回戦（QVCマリンフィールド）、9回表に益田直也から右越ソロ ※史上57人目の初打席本塁打
- 初先発出場：2015年6月10日、対東北楽天ゴールデンイーグルス2回戦（楽天Koboスタジアム宮城）、「7番・左翼手」で先発出場
- 初盗塁：2015年6月11日、対東北楽天ゴールデンイーグルス3回戦（楽天Koboスタジアム宮城）、4回表に二盗（投手：菊池保則、捕手：嶋基宏）

### 背番号
- 33（2012年 - 2021年）
- 3（2016 WBSC U-23ワールドカップ日本代表）
- 6（2022年 - 同年6月12日）
- 9（2022年6月13日 - 同年終了）
- 54（2025年7月12日 - ）

### 代表歴
- 2016 WBSC U-23ワールドカップ 日本代表